# Roseiral Quinta do Arco
Roseiral Quinta do Arco is een rosarium gelegen op het voormalige landgoed Quinta do Arco in het plaatsje Arco de São Jorge op het eiland Madeira. Het rosarium is open voor het publiek van april tot december.
De rozen in het rosarium zijn verzameld door de advocaat, politicus en rozenliefhebber Miguel Albuquerque, die van 1994 tot 2013 burgemeester van Funchal was en sinds 2015 president van het Portugese autonome gebied Madeira is. Jarenlang was de rozentuin zijn privébezit (de nieuwe eigenaar is sinds 2017 de Portugese hotelgroep Pestana). De collectie bestaat uit 1550 verschillende soorten rozen en rozencultivars met een totaal van ongeveer 17.000 exemplaren van oude en moderne rozen. In 2006 publiceerde Miguel Albuquerque een boek waarin hij enkele van de belangrijkste rozen uit het rosarium beschrijft. Het rosarium bevat enkele zeldzame rozen, bijvoorbeeld de inheemse roos Rosa mandonii. Albuquerque houdt zich ook bezig met het zelf kweken van rozen, de roos 'Lagoa' is bijvoorbeeld een roos die hij in 2005 heeft gecreëerd.

## Afbeeldingen

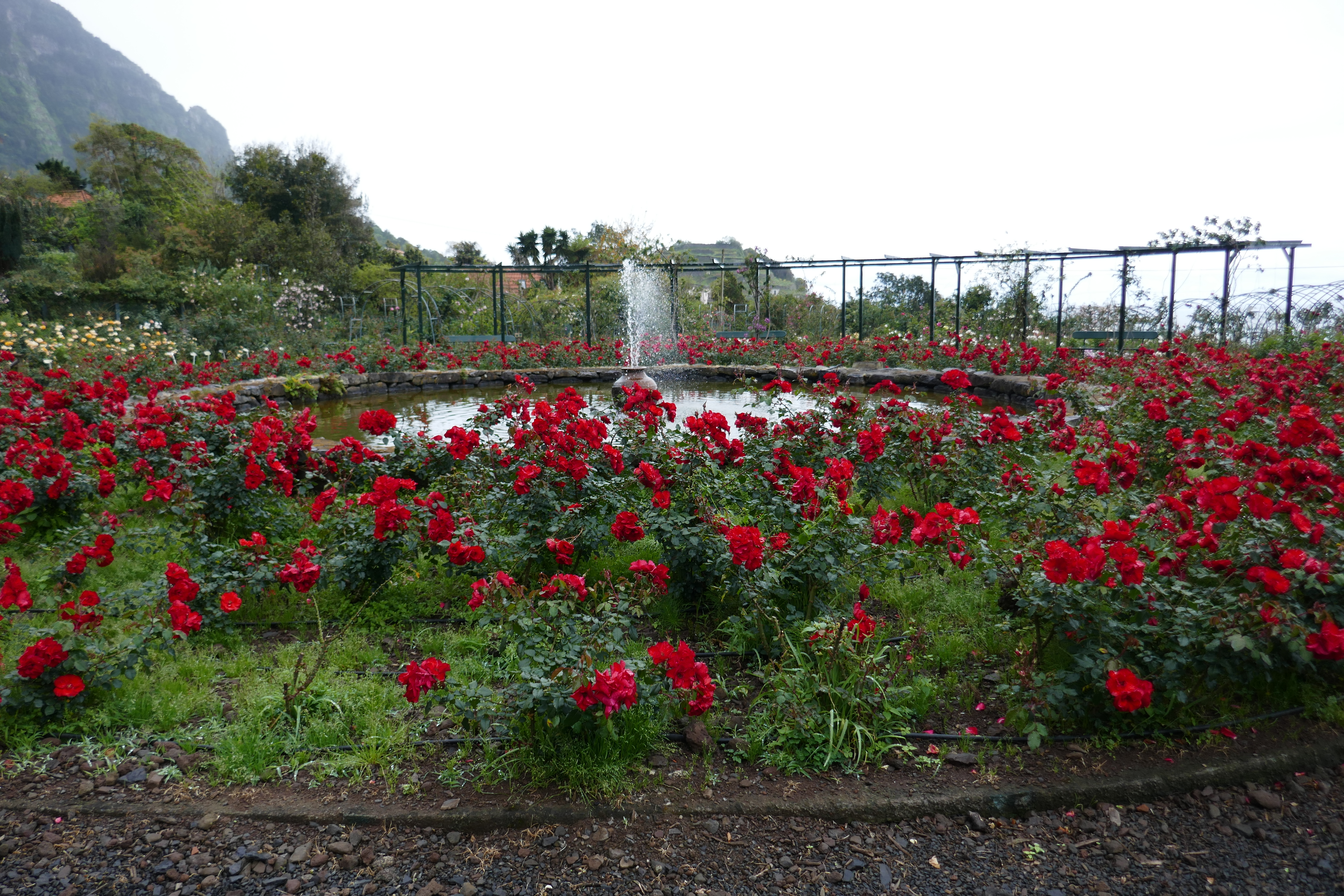
Vijver met fontein
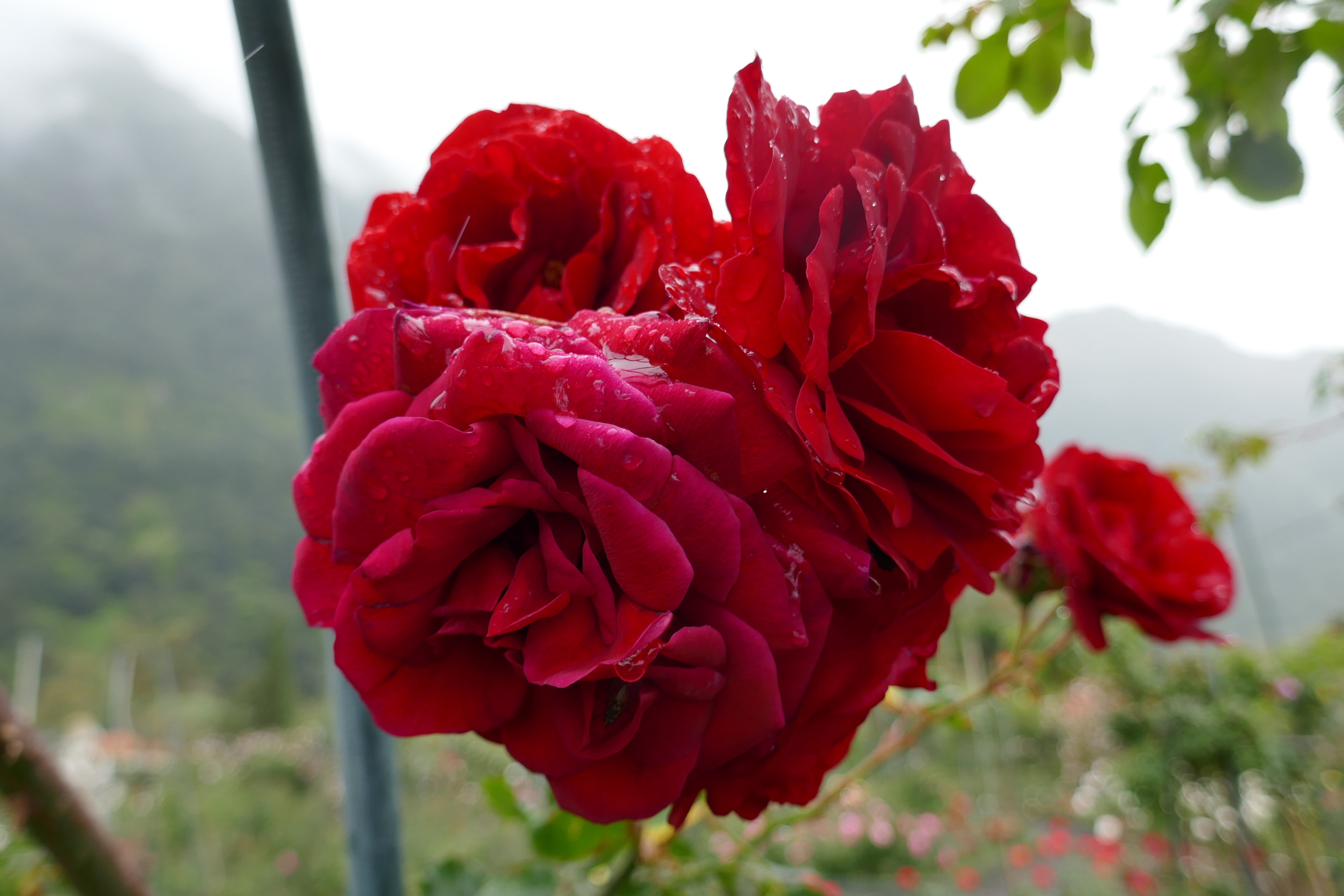
Rosa 'Lagoa' (Albuquerque, 2005)
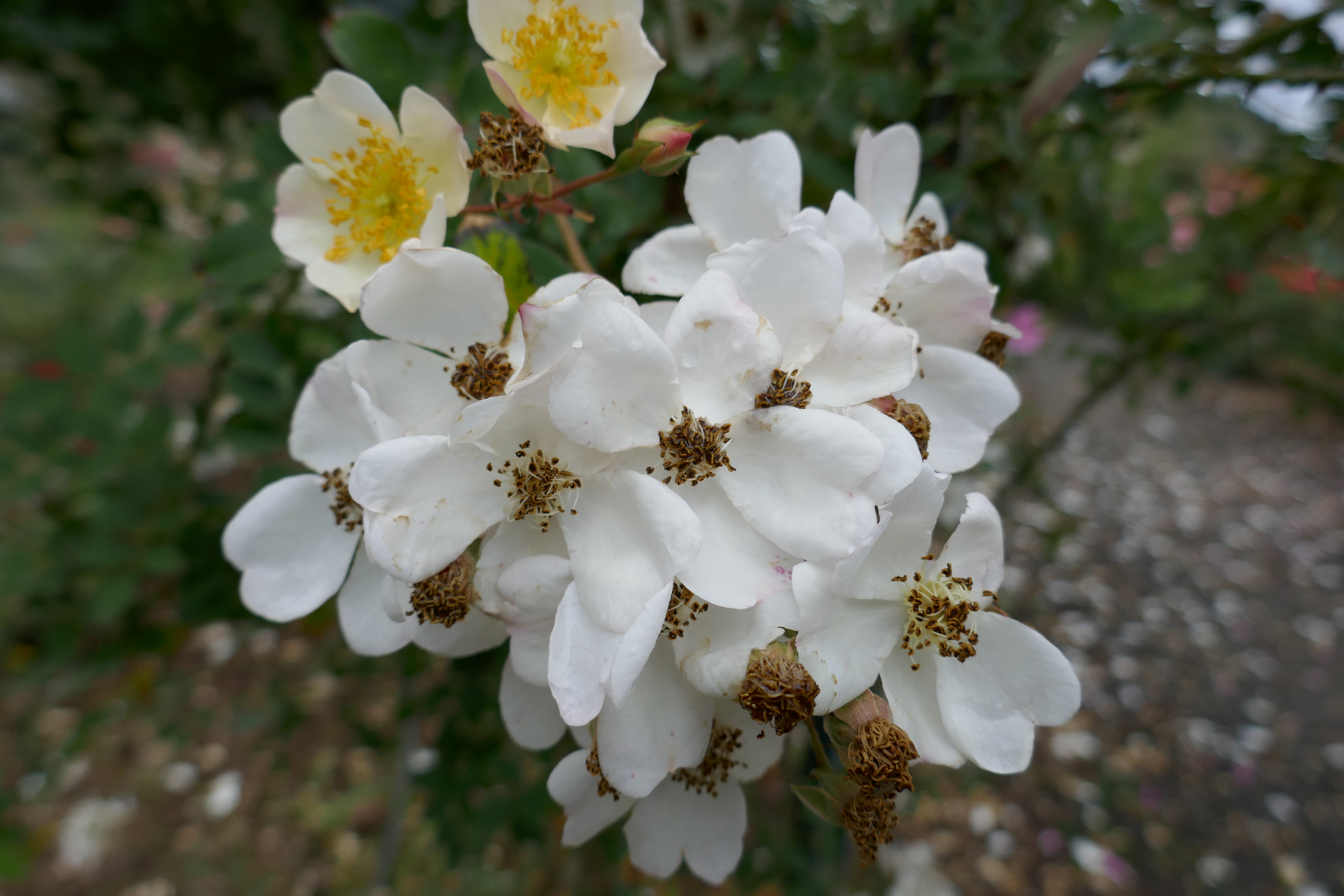
Rosa moschata var. nastarana
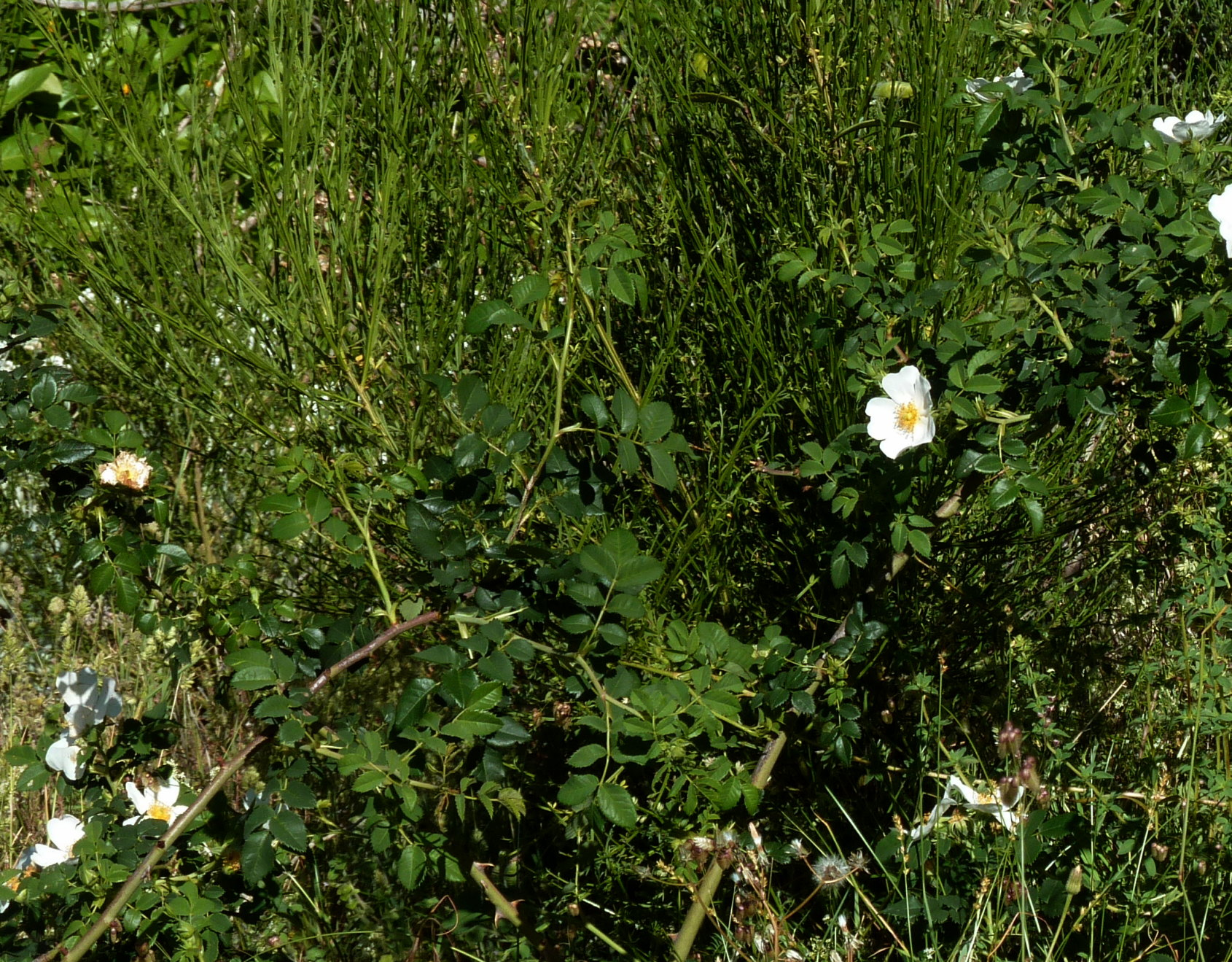
Rosa mandonii